# EDC4

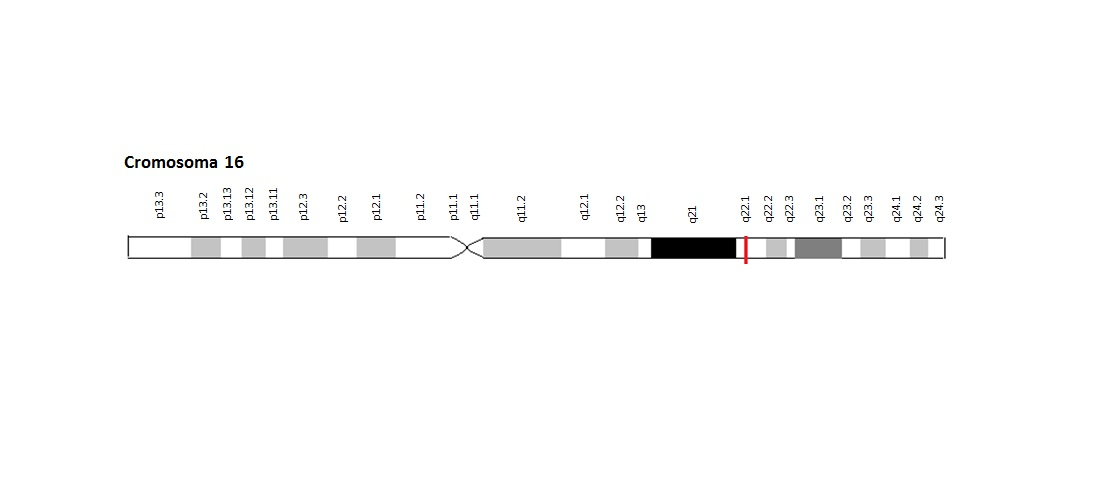
Localització del gen EDC4 en el cromosoma 16

La proteïna EDC4, també anomenada Enhancer of mRNA-decapping protein 4, s'encarrega de la formació de P-bodies cel·lulars. Aquesta proteïna participa en la reparació de l'ADN mitjançant la recombinació homòloga i pertany a la família WD repeat WD40 repeat domain containing. El gen EDC4, que codifica la proteïna, està situat al braç llarg del Cromosoma 16, a la posició 67 i té una mida d'11.492 parells de bases. Les mutacions en aquest gen i, per tant, també en la proteïna, estan estretament relacionades amb el càncer de mama hereditari.))

## Descobriment
La proteïna EDC4 va ser descoberta l'any 2008, però la seva funció de reparació de l'ADN i la seva relació amb el càncer de mama van ser identificades el març de 2018 per l'equip d'investigació dirigit pel Dr. Jordi Surrallés Arxivat 2018-10-21 a Wayback Machine., (director del servei de genètica de l'Hospital de Sant Pau, catedràtic del centre d'investigació de la Universitat Autònoma de Barcelona) i el programa ProCURE Arxivat 2018-10-20 a Wayback Machine. de l'Institut Català d'Oncologia, el qual està implicat en l'estudi del desenvolupament del càncer de mama.)

### Estudis realitzats
En primer lloc, es va investigar si EDC4 participava en la reparació de l'ADN davant de mutacions. Per fer-ho, es va provocar l'esgotament de la proteïna EDC4 en cèl·lules HeLa i es va comprovar que aquestes cèl·lules es tornaven més susceptibles a danys en l'ADN.
Una segona investigació es va basar en demostrar si EDC4 també es trobava mutat en casos de càncer de mama. Es va seqüenciar la regió genòmica codificant de 300 pacients de càncer de mama i d'ovari hereditaris. Com a resultat, es va obtenir que totes les mutacions es trobaven al domini WD40 de EDC4. Es van observar 5 variants de mutacions amb canvi de sentit presents en el domini WD40: (c.125G>A, p.G42E; c.829A>C, p.S277R; c.1083C>A, p.D361E; c.1418G>A, p.R471Q; c.1429G>A, p.V477M y c.440A>G p.Y147C). Això va confirmar que EDC4 té un paper molt important en el desenvolupament del càncer de mama i ovari. També es va voler estudiar si EDC4 intervé en l'aparició de l'Anèmia de Fanconi (AF). Es va estudiar l'ADN de 17 pacients d'AF sense mutacions en gens associats a la malaltia, però no es va trobar cap mutació en EDC4 en 15 dels pacients.)

## Funció
Una de les funcions d'EDC4, la qual ja es coneixia, consisteix en la formació dels P-bodies, juntament amb 41 proteïnes més. Aquests cossos de processament són complexes proteics situats al citoplasma de les cèl·lules eucariotes on es duu a terme la degradació dels ARN missatgers i el decapping d'aquests mateixos.
Actualment s'ha descobert que a més de la seva presència al citoplasma, aquesta proteïna també es troba al nucli, enllaçada amb BRCA1, BRIP1 i TOPBP1 en un complex nuclear, el qual està implicat en la recombinació homòloga per a la reparació de l'ADN.
Aquestes dues funcions són mecànicament independents. Per tant, si hi ha una deficiència en alguna de les dues funcions, l'altra no es veu afectada.
La part més funcional de la proteïna és el domini WD40, domini on es produeixen la majoria de mutacions, les quals poden portar al desenvolupament del càncer de mama i ovari hereditaris.))

## Relació amb el càncer de mama hereditari
Les cèl·lules dels organismes estan contínuament exposades a agents mutagènics, i hi responen seguint una complexa xarxa de reparació de DNA mitjançant la recombinació homòloga. En aquesta ruta de reparació hi participen els gens BRCA1 i BRCA2, uns supressors tumorals les mutacions dels quals poden donar lloc a dos tipus de malalties: anèmia de Fanconi en portadors bial·lèlics i càncer de mama familiar en portadors monoal·lèlics. Pel que fa a les proteïnes resultants d'aquests gens, la seva funció és regular la resposta de les cèl·lules canceroses a tractaments quimioterapèutics com els inhibidors de poli ADP ribosa polimerasa (PARP).)
Els tumors que experimenten una deficiència de BRCA1 es presenten extraordinàriament sensibles a inhibidors de PARP i pateixen inestabilitat en el genoma.
El mateix ocorre amb la deficiència d'EDC4 i les seves mutacions K514R i K1157R, fet que suggereix que EDC4 és una fenocòpia funcional de BRCA1. És per això que és crucial la investigació a fons d'aquest procés de reparació de la informació genètica per intentar comprendre el desenvolupament del procés tumoral.

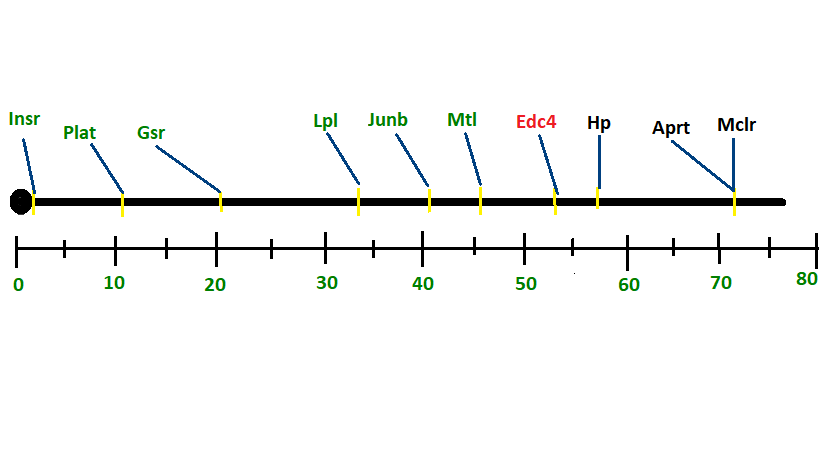
Mapa genètic: Cromosoma 8, 53.05 cm

Un alt percentatge de les mutacions en EDC4 presents en individus amb càncer de mama es troben en regions molt conservades evolutivament que estan incloses o properes al domini WD40 (el qual és d'importància funcional en la proteïna).
Les mutacions en EDC4 que provoquen la pèrdua de la seva funció es van detectar en casos de càncer de mama sense mutacions en el BRCA1, cosa que suggereix que mutacions en EDC4 poden conferir un major risc de càncer de mama que mutacions en BRCA1.
El gen EDC4 ha sigut identificat per ExAC (Exome Aggregation Consortium) com un gen “extremadament intolerant a les mutacions de pèrdua de funció”. Tot i això, cap de les variants trobades en pacients amb càncer de mama provoca la hipersensibilitat als quimioterapèutics o la fragilitat genòmica provocades per les mutacions en BRCA1, ni tampoc dificulten o impedeixen la formació de P-bodies. No obstant, sí que interrompen la funció d'EDC4 en la reparació de l'ADN.)